# F362 Peter Willemoes
F362 Peter Willemoes er Søværnets anden fregat af Iver Huitfeldt-klassen. Skibet blev konstrueret på Odense Staalskibsværft (Lindø), hvor det var benævnt nybygning nr. 715. Peter Willemoes blev overdraget til Søværnet den 22. juni 2011 på Flådestation Korsør efter veloverståede søprøver. Dermed var selve konstruktionen af skibet færdigt, hvorefter fulgte en længere installationsperiode, hvor skibet udrustedes med avanceret militært udstyr.

## Navn
Skibet er navngivet efter den danske søhelt premierløjtnant Peter Willemoes (1783-1808), der blev kendt for sit store mod under Slaget på Reden, hvor han havde kommandoen over Flådebatteri Nr. 1 og kæmpede direkte mod Admiral Horatio Nelsons flagskib HMS Elephant.
Willemoes faldt senere under kamp mod en britisk flådestyrke om bord på linjeskibet Prinds Christian Frederik under Slaget ved Sjællands Odde i 1808 da han blev ramt i hovedet af en kanonkugle.
Skibet blev navngivet af daværende statsminister Lars Løkke Rasmussen den 13. maj 2011 ved en ceremoni på Lindøværftet.

## Operativ tjeneste
F362 Peter Willemoes deltog i 2017 i den amerikanske hangarskibsgruppe Carrier Strike Group Two (CSG2) knyttet til det amerikanske hangarskib USS George H. W. Bush (CVN-77), hvorunder hun skulle yde støtte til hangarskibet i kampen mod Islamisk Stat (ISIL).

I 2019 opererer F362 Peter Willemoes nogle af årets måneder i Arktis under Arktisk Kommando med henblik på "dels at håndhæve suveræniteten i de nordligste dele af kongeriget, dels at høste erfaring i arktiske operationer, så også de største enheder i Søværnet vil kunne indsættes efter behov." Også støtteskibet L16 Absalon indsættes i denne sammenhæng, men ikke samtidigt med Peter Willemoes. 

## Kommando og kontrol
F362 Peter Willemoes er en del af division 21, som er underlagt 2. eskadre. 2. eskadre er igen underlagt Søværnskommandoen, som igen er underlagt Forsvarskommandoen, der er forsvarets øverste myndighed. Chefen for Forsvarskommandoen, forsvarschefen, er nærmeste militære rådgiver for forsvarsministeren. Han eller hun har til opgave at fastsætte værnenes størrelse, sammensætning og organisation. Forsvarschefen og Forsvarskommandoen er dermed ansvarlig for al operativ indsats, Søværnet deltager i. De styrkebidrag, Forsvaret og dermed Søværnet skal kunne levere, bliver styret gennem mål- og resultatkrav.
Søværnskommandoen har ansvar for at udvikle og opstille styrker inden for det sømilitære område. Dette ansvar fordeles yderligere til tre eskadrer, hvor 2. eskadre blandt andet opstiller skibe til internationale operationer.    
Når F362 Peter Willemoes sejler ud fra basehavnen i Korsør, kan det derfor være for at teste udstyr eller for at træne besætningen, så skib og mandskab har det rette uddannelsesniveau til indsættelse. Det er typisk kortere sejladser i dansk farvand eller specifikke øvelser som for eksempel NATO øvelsen Joint Warrior.
Det kan også være med henblik på, at indgå i en styrke eller for at løse opgaver under en anden myndighed. I den forbindelse har F362 Peter Willemoes været indsat som en del af Carrier Strike Group Two i 2017 og været indsat i Arktis under Arktisk kommando to gange i 2019.[kilde mangler]
Når vedtages politisk, at søværnets skibe skal indsættes i en operation, overlades ansvaret for operationens udførsel til forsvaret. Hvem der herefter har ret til at bestemme hvad, følger den kommandostruktur, som er fælles for NATO-landene. Her skelnes mellem kommando og kontrol på både operationelt og taktisk niveau. Kommando kan betegnes som retningsgivende for operationen, mens kontrol er mere specifikt rettet mod at disponere de styrker, der er til rådighed.
På den måde kan ansvar og beføjelser delegeres til det niveau, der er mest hensigtsmæssigt for at missionen eller operationen kan lykkedes. En vigtig pointe er, at den myndighed, der delegerer ansvar, altid har veto ret overfor beslutninger taget af myndigheden, der delegeres til.
Da F362 Peter Willemoes tidligere i 2019, for eksempel, opererede under Arktisk Kommando, skiftede beføjelserne fra 2. eskadre og Søværnskommandoen til Arktisk Kommando. Arktisk Kommando kunne dermed bestemme hvordan F362 Peter Willemoes skulle hjælpe Arktisk Kommando, med at udføre de opgaver, der er underlagt Arktisk Kommando.[kilde mangler]
Senere på togtet, da F362 Peter Willemoes deltog i øvelsen Cutlass Fury 19 ved Canada, var det stadig med Arktisk kommando som operationelt ansvarlig. De opgaver, F362 Peter Willemoes fik under øvelsen, blev bestemt af øvelsesledelsen. Ansvaret for, at opgaverne under øvelsen blev udført, var igen delegeret lokalt i den gruppe af skibe, F362 Peter Willemoes indgik i.[kilde mangler]

## Skibe med samme navn
Peter Willemoes er det fjerde skib i flådens tal, der bærer navnet Willemoes:
- Willemoes (skruekanonbåd, 1861-1933)
- T2/D321/P521 Willemoes (torpedobåd/kystjager/patruljebåd, 1947-1966)
- P549 Willemoes (torpedomissilbåd og -klasse, 1977-2000)
- F362 Peter Willemoes (fregat, 2010-)